# Most Vrbina–Žadovinek
Most Žadovinek je most preko v reke Save v Krškem, na obvoznici Krško, zgrajen leta 2019.  

## Osnovni podatki
Armiranobetonski most je dolg 297 m, zgrajen je bil s tehniko postopnega narivanja. Vitko prekladno konstrukcijo sta pogojevala že zgrajeno krožišče na levem bregu reke Save ter morebitna maksimalna višine vode. Zaradi bližine Nuklearne elektrarne Krško – NEK je bilo pri projektiranju potrebno upoštevati predpisane zahteve, ki so pogojevali potresno obtežbo s povratno dobo 10.000 let (0,5 g), zato je bilo med drugim potrebno vgraditi potresne izolatorje.

## Obvoznica Krško
Novi most preko Save je bil zgrajen v okviru izgradnje obvoznice Krško, ki je zajemala tudi rekonstrukcijo lokalne ceste Krško–Vrbina v dolžini približno 1.100 metrov, gradnjo križišča na desnem bregu Save in novogradnjo obvoznice Žadovinek. 
Namen projekta je preusmeritev tranzitnega prometa v smeri sever–jug iz centra Krškega na obvoznico in s tem zagotoviti varnejšo prometno povezavo, skrajšanje potovalnih časov in izboljšanje stanja okolja v naselju.

## Galerija
- Most Žadovinek z levega brega Save
- Most Žadovinek je del obvoznice Krško